# 巴达加奥恩
巴达加奥恩（Badagaon），是印度中央邦Tikamgarh县的一个城镇。总人口7724（2001年）。

## 人口
该地2001年总人口7724人，其中男性4014人，女性3710人；0—6岁人口1581人，其中男773人，女808人；识字率44.50%，其中男性为52.09%，女性为36.28%。